# Zebulon (Georgia)
Zebulon is een plaats (city) in de Amerikaanse staat Georgia, en valt bestuurlijk gezien onder Pike County.

## Demografie
Bij de volkstelling in 2000 werd het aantal inwoners vastgesteld op 1181.
In 2006 is het aantal inwoners door het United States Census Bureau geschat op 1225, een stijging van 44 (3.7%).

## Geografie
Volgens het United States Census Bureau beslaat de plaats een oppervlakte van
9,1 km², waarvan 9,0 km² land en 0,1 km² water. Zebulon ligt op ongeveer 262 m boven zeeniveau.

## Plaatsen in de nabije omgeving
De onderstaande figuur toont nabijgelegen plaatsen in een straal van 16 km rond Zebulon.